# روارك غورلي
روارك غورلي (بالإنجليزية: Roark Gourley)‏ هو نحات أمريكي، ولد في 1949.